# St. George (Carolina del Sud)
St. George és una població dels Estats Units a l'estat de Carolina del Sud. Segons el cens del 2000 tenia 2.092 habitants.

## Demografia
Segons el cens del 2000, St. George tenia 2.092 habitants, 804 habitatges i 2 famílies. La densitat de població era de 301,4 habitants/km².
Dels 804 habitatges en un 30,2% hi vivien nens de menys de 18 anys, en un 42,4% hi vivien parelles casades, en un 19,5% dones solteres, i en un 34,6% no eren unitats familiars. En el 32,7% dels habitatges hi vivien persones soles el 15,2% de les quals corresponia a persones de 65 anys o més que vivien soles. El nombre mitjà de persones vivint en cada habitatge era de 2,36 i el nombre mitjà de persones que vivien en cada família era de 3.
Per edats la població es repartia de la següent manera: un 23,9% tenia menys de 18 anys, un 7,6% entre 18 i 24, un 26,6% entre 25 i 44, un 22,7% de 45 a 60 i un 19,2% 65 anys o més.
L'edat mediana era de 39 anys. Per cada 100 dones de 18 o més anys hi havia 87,4 homes.
La renda mediana per habitatge era de 24.651 $ i la renda mediana per família de 40.000 $. Els homes tenien una renda mediana de 27.639 $ mentre que les dones 19.957 $. La renda per capita de la població era de 13.389 $. Entorn del 14,2% de les famílies i el 18,7% de la població estaven per davall del llindar de pobresa.

## Poblacions més properes
El següent diagrama mostra les poblacions més properes.